# Брайън Бишоп
Брайън Бишоп (на волапюк: Brian Bishop; на английски: Brian Bishop) е лидер (cifal) на волапюкисткото движение и президент на Академията за волапюк.

## Биография
Роден е през 1934 г. Още от дете се интересува от езици и учи френски, испански и латински. По-късно се запознава и с интернационалните езици есперанто и волапюк. Започва да кореспондира с Анри де Йонг, реформаторът на волапюк, както и с лидерите Йохан Шмид и Крюгер. Научава волапюк и се абонира за Volapükagased, където публикува първите си преводи на езика. Той създава Zänabür Volapüka (Централен офис на волапюк), където събира много експонати и сувенири, свързани с езика. През 1981 г. той става заместник-лидер (чрез указ от тогавашния лидер Крюгер от 13 октомври 1981), а две години по-късно, на 1 януари 1984 г. той става cifal.
Той участва в реформата на Kadäm Volapüka (Академия за волапюк), като създава новия ѝ устав. Член е на дискусионната група за волапюк, която обединява повечето от живите носители на езика.